# Agones
Agones es una entidad singular de población, con la categoría histórica de lugar, perteneciente al concejo de Pravia, en el Principado de Asturias (España). Se enmarca dentro de la parroquia de Pravia. Alberga una población de 575 habitantes (INE 2009) con una extensión aproximada de 8 km².[cita requerida]
Está situado a 700 metros de Pravia, entre las faldas de los montes Santa Catalina y el Pico de la Forca, bañado por la margen izquierda del río Aranguín, afluente del río Nalón. 
Agones, se ha constituido como Parroquia Rural de acuerdo con el artículo 6 del Estatuto de Autonomía del Principado de Asturias, desarrollado en la Ley 11/1986, de 20 de noviembre.

## Geografía
- Altitud: 80 m s. n. m.
- Posición (latitud/longitud): 43°28′59″N 6°7′0″O / 43.48306, -6.11667

Entidad Local de Menores

## Etimología
El origen etimológico de Agones es motivo de debate. En el texto de Banzes y Valdés se alterna el uso de Agones con Argones. Podría estar conectado con nombre el del río que cruza el pueblo, el río Aranguín. Más lejano se especula con que para los griegos la palabra "agón" significa lucha, combate y a los competidores se les denominaba agonistas, es decir, combatientes, luchadores; los antiguos griegos celebraban "Los Agones" que eran ceremonias religiosas, en las que se efectuaban sacrificios de animales, procesiones y juegos públicos en los que mujeres y hombres demostraban su patriotismo, valor, espíritu de lucha, habilidades y destrezas físicas e intelectuales en concursos y certámenes de relatos de viajes, oratoria, gimnasia, música, danza, pruebas ecuestres y pruebas atléticas. Los romanos designaban a los antagonistas (anti agones, «el que lucha contra uno, el enemigo»).

## Historia
Sobre Agones y el concejo de Pravia, escribió en 1806 Antonio Juan de Banzes y Valdés en su obra "Noticias Históricas del Concejo de Pravia", en la que abundan los detalles sobre la población y costumbres.
El Santuario de Santa Catalina del Viso estuvo situado en el pico más alto de la montaña de su nombre, un incendio lo destruyó y solo quedan cimientos. La pequeña y valiosa imagen de Santa Catalina se salvó y se encuentra en el altar de la iglesia de San Miguel.
Se inició en 1973, al fin del régimen franquista, una actividad cultural permitida por el aperturismo de esos años, se permitía la asociación deportiva y cultural y pronto el esperado decreto-ley 7/1974 de 21 de diciembre, de Estatuto de Asociaciones Políticas (Estatuto Jurídico del Derecho de Asociación Política), muy restrictivo aún pero esperanzador.  El pueblo de Agones, con una iniciativa de Florentino Díaz Fernández, establece el hito de crear la Sociedad Deportiva Cultural y Recreativa de Agones en pleno franquismo. ESta asociación fue un ejemplo de unidad y colaboración de sus habitantes para crear un complejo deportivo con aportaciones de los vecinos que mejorara la vida deportiva y cultural de los jóvenes del pueblo. Se construyó biblioteca, campo de fúlbol, piscinas, pabellón, gimnasio, en muchas ocasiones con voluntarios del pueblo, una efervescente actividad deportiva traía a Agones campeonatos de ciclismo, atletismo, boxeo, concurso de pintura y dibujo al aire libre "San Miguel", tiro al plato y natación, entre otros. Todo ello era poco frecuente en la Asturias de  esos años.  Una de las hazañas culturales de la Sociedad fue recuperar el olvidado e inédito hasta entonces, juego de "el cuatrín". Se trata de un juego autóctono de bolos del que no había registro y cuyos últimos practicantes dictaron las normas y se reconstruyeron bolos, bolas y el juego se practicó con múltiples torneos.  Es un juego tanto de hombres como de mujeres, una característica que lo hacía muy popular. La bolera es llana y comienza con la raya de tiro, a un metro de la cual se sitúan los nueve bolos en filas de tres. A partir de estos, hay una especie de pasillo de unos catorce mts de largo que llega hasta la zona, que es muchos más ancha, donde está situado el cuatrín, el cual está limitado por las ciegas. Las bolas pesan entre setecientos gr y un kg, siendo generalmente de manzano o encina. Los bolos, de castaño o encina, miden más de cincuenta cms, son de forma cónica y su base es de cinco cms. Además existe un bolo grande o cuatrín, muy espectacular y llamativo, que mide entre sesenta y tres y sesenta y cuatro cms de altura y siete cm de base. Cada jugada consta de dos tiros. Primero se lanza desde la raya de tiro contra los nueve bolos y el cuatrín y después, desde la zona de cuatrín, sin salir de las ciegas, se lanza de nuevo sobre los bolos. Cada bolo tirado vale un punto, mientras que el cuatrín derribado vale cuatro puntos.

## Economía
En Agones la economía se basa en la agricultura y el sector servicios, como ocurre en la mayoría del concejo de Pravia.

## Turismo

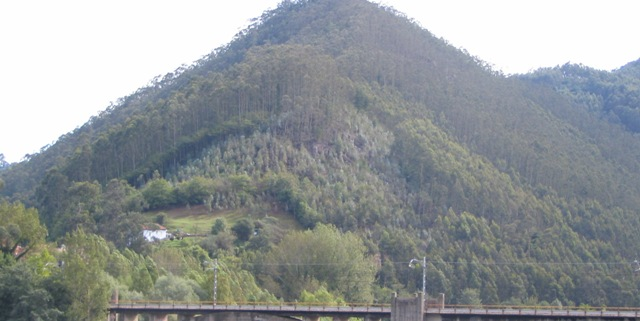
Puente del tren sobre río Nalón y Peñaullán al fondo.

Como arquitectura más destacada se encuentran los clásicos hórreos y paneras asturianos de madera de castaño y la iglesia con un Cristo románico. Este pueblo cuenta con diversos atractivos turísticos, entre los que se incluyen la Ruta del agua, el Castro de Doña Palla y los paisajes.
Posee un palacio de envergadura que pueden verse al realizar la ruta que más adelante proponemos. La Casa Merás, de los siglo XVII-XVIII, en buen estado de conservación, con el escudo de Fernández de la Vega y alero de madera. La casa de indianos Miranda del siglo XIX, de estilo historicista ecléctico, con abundante decoración en su fachada y rejeria de hierro; su capilla, llamada de San Froilán, fue consagrada en el año 1888, también de estilo historicista, tiene tres arcos de medio punto en el frente, el central con puerta y los laterales ciegos. Sobre el arco se distingue el escudo de Miranda.
También cuenta Agones con una importante imagen románica de Cristo, y sus dolientes, en su iglesia parroquial de San Miguel. Y aún conserva el puente sobre el río Aranguín del siglo XVIII, que se dice fue financiado con la renta procedente de la pesca de los salmones. 
A continuación se propone una ruta para conocer el pueblo y sus alrededores, es la llamada "Ruta de los Marineros". Se parte de la plaza del pueblo recién remodelada, con buen aparcamiento, de aquí se puede visitar la iglesia, ver el parque y la escuela. A partir de este lugar se toma el camino del polideportivo continuando junto al molino de Retuerta (que fue propiedad de una hermana de Jovellanos) y que tiene interés etnográfico, finalizando en el "Molín de la Veiga", extraordinario molino enperfecto estado de conservación que está funcionando a pleno rendimiento desde 1780.

## Festivales musicales
En Agones se celebró, entre 2004 y 2010, el festival de música rock Derrame Rock.